# 城麻美
城 麻美（じょう あさみ、1975年9月15日 - ）は、日本の元AV女優、元タレントである。

## 略歴
初期には上野茂美、国立 あゆこ（くにたち あゆこ）の芸名を使用していたとみられる。後に佳山 由実（かやま ゆみ）に改名。
1995年にメナード化粧品やアサヒ飲料のテレビCMに出演、同年4月にテレビ東京の深夜バラエティ『ギルガメッシュないと』に起用され、セクシータレントとして人気が出る。ヌードビデオやデイヴィッド・ハミルトンによるヌード写真集『HAREM』の発売を経て、同年10月には『素肌ジェンヌ』（アリスJAPAN）でAVデビューした。同作と2作目のAV『My Pure Lady』（同）では、本人が冒頭「国立あゆこです」と名乗り、「国立あゆこから改名しました」というテロップが表示される。
AVはソフトでストーリー性のある作品が多く、1996年8月リリースの『壊れかけの愛辱』（アリスJAPAN）で出演を終了。『ギルガメッシュないと』でも高い人気を維持し、1997年7月からはさとう珠緒の後任として、番組が終了する1998年3月まで大原かおり、桜井あゆみと共に司会を担当した。またAV、ギルガメでの活動と並行して、『HEN』（テレビ朝日）などの深夜ドラマにも出演、1997年2月から1998年2月にかけては、特撮番組『電磁戦隊メガレンジャー』（テレビ朝日）にも進出、悪の女幹部・シボレナ役を演じた。
1999年3月に発売されたオリジナルビデオ『星獣戦隊ギンガマンVSメガレンジャー』では、「佳山由実」名義で出演したが、本作以降の芸能活動は確認されていない。

## 作品

### アダルトビデオ（オリジナル作品）
- 素肌ジェンヌ SEXケアしたスーパーモデル（1995年10月20日、アリスJAPAN）
- My Pure Lady（1995年11月17日、アリスJAPAN）
- 恋に抱かれて（1995年12月19日、OZ）
- 官能ヒロイン（1996年1月26日、アリスJAPAN）
- Love Potion（1996年2月23日、アリスJAPAN）
- スリリング ラブ スキャンダルな夜をあなたと（1996年4月12日、アリスJAPAN）
- 美顔隷嬢（1996年5月17日、アリスJAPAN）
- 猥褻モデル（1996年6月14日、アリスJAPAN）
- アソコはフルヌード（1996年7月12日、アリスJAPAN）
- 壊れかけの愛辱（1996年8月9日、アリスJAPAN）

### イメージビデオ
- ギルガメの天使 城麻美（1995年、サイテック）

### アルバム
- 電磁戦隊メガレンジャー SONG COLLECTION 2（1997年10月21日、日本コロムビア）
  - 「青い悪魔の微笑み」（シボレナ名義）収録

### 写真集
- HAREM（1995年9月4日、スコラ、撮影：デイヴィッド・ハミルトン）ISBN 4-7962-0315-X
- HINANO（1996年6月10日、英知出版、撮影：若杉憲司）ISBN 4-7542-1127-8
- そら（1997年3月1日、英知出版、撮影：小沢忠恭）ISBN 4-7542-1154-5

## 出演

### 映画
- BREAK HEAT バクの胃袋を開け!（1998年2月14日、シネロケット）※友情出演

### テレビドラマ
- 変[HEN] 鈴木くん・佐藤くん（1996年4月6日 - 5月18日、テレビ朝日）西城ひろみ 役
- HEN ちずるちゃん・あずみちゃん（1996年5月25日 - 6月22日、テレビ朝日）主演・吉田ちずる 役
- しようよ2♡ 女教師ナズナの場合（1996年11月30日 - 12月21日、テレビ朝日）主演・及川ナズナ 役
- お天気お姉さん 2　リョーコ・PriPri（1997年2月22日 - 3月29日、テレビ朝日）山際恵子 役
- 電磁戦隊メガレンジャー（1997年2月14日 - 1998年2月15日、テレビ朝日）シボレナ、鮫島静香役

※変[HEN]がビデオソフト化された時に、未公開NG集で、陰部にモザイクを入れながらであるが全裸を披露している。

### バラエティ
- ギルガメッシュないと（1995年4月 - 1998年3月28日、テレビ東京）

その他単発出演多数

### オリジナルビデオ
- 実写版 淫獣学園2 魔性の娘誕生（1996年2月24日、dez）…成人指定
- 実写版 淫獣学園3 くノ一狩り（1996年2月24日、dez）…成人指定
- くノ一忍法帖 忍者月影抄（1996年4月13日、キングレコード）
- ニッポン競輪アカデミー 青春、ジャン!（1997年5月3日、キングレコード）
- 東京夜暴動 喧嘩の花道 東京番外篇 工藤兄弟VS坂本一生（1998年5月1日、KSS）
- 未成年性犯罪白書（1998年7月1日、KSS）
- スーパー戦隊シリーズ
  - 電磁戦隊メガレンジャーVSカーレンジャー（1998年3月13日）シボレナ役
  - 星獣戦隊ギンガマンVSメガレンジャー（1999年3月12日、東映ビデオ） ヒズミナ役